# The Silver Tongued Devil and I
The Silver Tongued Devil and I är Kris Kristoffersons andra album och släpptes 1971.

## Låtlista
Samtliga låtar skrivna av Kris Kristofferson, om annat inte anges.
1. "The Silver Tongued Devil and I" – 4:18
2. "Jody and the Kid" – 3:06
3. "Billy Dee" – 2:57
4. "Good Christian Soldier" (Bobby Bare/Billy Joe Shaver) – 3:22
5. "Breakdown (A Long Way from Home)" – 2:44
6. "Loving Her Was Easier (Than Anything I'll Ever Do Again)" – 3:47
7. "The Taker" (Kris Kristofferson/Shel Silverstein) – 3:16
8. "When I Loved Her" – 3:03
9. "The Pilgrim, Chapter 33" – 3:12
10. "Epitaph (Black and Blue)" (Donnie Fritts/Kris Kristofferson) – 3:23